# بدون عشق‌بازی کوچک
نه یک رابطه کوچک (به انگلیسی: No Small Affair) فیلمی محصول سال ۱۹۸۴ و به کارگردانی جری شاتزبرگ است. در این فیلم بازیگرانی همچون جان کرایر، دمی مور، جورج ونت، پیتر فرشت، الیزابت دیلی، آن ودجورث، جفری تامبر، تیم رابینز، همیلتون کمپ، جنیفر تیلی و تیت داناوان ایفای نقش کرده‌اند.